# Ģirts Karlsons
Ģirts Karlsons (ur. 7 czerwca 1981 w Lipawie) – łotewski piłkarz grający na pozycji napastnika.

## Kariera klubowa
Karlsons pochodzi z Lipawy. Karierę piłkarską rozpoczął w klubie Liepājas Metalurgs. W 1998 roku zadebiutował w jego barwach w pierwszej lidze łotewskiej. W debiutanckim sezonie wywalczył z Metalurgsem wicemistrzostwo Łotwy, podobnie jak w 1999 roku. Od 2000 roku był podstawowym zawodnikiem Metalurgsa. W sezonie 2003 po raz trzeci został wicemistrzem kraju, a z 26 golami na koncie został wicekrólem strzelców ligi.
W styczniu 2004 roku Karlsons odszedł do rosyjskiego Szynnika Jarosław, z którym podpisał trzyletni kontrakt. Nie przebił się jednak do składu Szynnika i w Priemjer-Lidze rozegrał 8 spotkań. W 2005 roku wrócił na Łotwę i przez pierwsze pół roku był zawodnikiem Venty Kuldiga.
Venta przechodziła kłopoty finansowe, toteż latem 2005 roku Karlsons odszedł z klubu i wrócił do Metalurgsa Lipawa. Jeszcze w tym samym roku wywalczył z Metalurgsem swój pierwszy w karierze tytuł mistrza kraju i został uznany drugim najlepszym piłkarzem Łotwy za rok 2005 po Aleksandrsie Koļince. W 2006 i 2007 roku został wicemistrzem kraju, a w 2006 roku zdobył także Puchar Łotwy.
Na początku 2008 roku Karlsons odszedł do De Graafschap z miasta Doetinchem. Do końca sezonu 2007/2008 rozegrał 5 spotkań i wrócił na Łotwę, do Metalurgsa. W 2009 roku przyczynił się do wywalczenia przez Metalurgs drugiego w historii mistrzostwa Łotwy.
Latem 2009 Karlsons przeszedł do azerskiego İnteru Baku.
| Sezon   | Klub               | Kraj        | Rozgrywki     | Mecze | Bramki |
| ------- | ------------------ | ----------- | ------------- | ----- | ------ |
| 1998    | Liepājas Metalurgs | Łotwa       | Virslīga      | 1     | 0      |
| 1999    | Liepājas Metalurgs | Łotwa       | Virslīga      | 10    | 2      |
| 2000    | Liepājas Metalurgs | Łotwa       | Virslīga      | 17    | 8      |
| 2001    | Liepājas Metalurgs | Łotwa       | Virslīga      | 23    | 1      |
| 2002    | Liepājas Metalurgs | Łotwa       | Virslīga      | 17    | 3      |
| 2003    | Liepājas Metalurgs | Łotwa       | Virslīga      | 28    | 26     |
| 2004    | Szynnik Jarosław   | Rosja       | Priemjer-Liga | 8     | 0      |
| 2005    | Venta Kuldiga      | Łotwa       | Virslīga      | 6     | 0      |
| 2005    | Liepājas Metalurgs | Łotwa       | Virslīga      | 15    | 8      |
| 2006    | Liepājas Metalurgs | Łotwa       | Virslīga      | 24    | 14     |
| 2007    | Liepājas Metalurgs | Łotwa       | Virslīga      | 26    | 12     |
| 2007/08 | De Graafschap      | Holandia    | Eredivisie    | 5     | 0      |
| 2008    | Liepājas Metalurgs | Łotwa       | Virslīga      | 14    | 9      |
| 2009    | Liepājas Metalurgs | Łotwa       | Virslīga      | 18    | 15     |
| 2009/10 | İnter Baku         | Azerbejdżan | Premyer Liqa  |       |        |

## Kariera reprezentacyjna
W reprezentacji Łotwy Karlsons zadebiutował 20 grudnia 2003 roku w przegranym 0:2 towarzyskim spotkaniu z Kuwejtem. Wystąpił w eliminacjach do Mistrzostw Świata 2006, Euro 2008 i Mistrzostw Świata 2010.